# Monetazione di Teanum Sidicinum
La monetazione di Teanum Sidicinum riguarda le monete emesse dalla antica città di Teanum Sidicinum, una comunità della Campania antica che corrisponde alla moderna Teano. A volte si parla semplicemente di monete di Teanum, mentre per l'altra comunità con questo nome, cioè Teanum Apulum, oggi presso San Paolo di Civitate, è in genere usato dai numismatici in nome di Teate.
(Joseph Eckhel, Doctrina numorum veterum, p. 117)
Tradizionalmente i numismatici trattano le monete di Teanum nella monetazione greca.

## Catalogazione
Per la monetazione di Teanum non è stato pubblicato un testo specificamente dedicato. Il testo con la più ampia trattazione è quello pubblicato da Arthur Sambon, uno studioso francese, dal titolo Les monnaies antiques de l'Italie, e uscito a Parigi nel 1903. Il libro tratta, nonostante il titolo, solo parte dell'Italia antica, praticamente l'Italia centrale e la Campania. Le monete pertinenti a Teanum sono numerate da 977 a 1004 e divise in monete d'argento (977-988) e monete di bronzo (989-1007). Queste, a loro volta, sono differenziate in tre gruppi: quelle con la testa d'Apollo al dritto e il toro androprosopo al rovescio, cioè un toro con volto umano (989-1002), quelle con la testa di Mercurio al diritto e il toro androprosopo al rovescio (1003) e infine quelle con la testa di Minerva al dritto e il gallo al rovescio (1004). Nei cataloghi si trova quindi un riferimento del tipo "Sambon" seguito dal numero.
Un'analisi meno approfondita ma comunque sufficiente è quella presente in Historia Numorum - Italy, un testo pubblicato in Gran Bretagna nel 2001 a cura di un gruppo di numismatici coordinato da Keith N. Rutter. Questo testo considera solo i tipi principali. Nei cataloghi si trova un riferimento del tipo "HN" o "HN Italy" seguito dal numero: 451/2 per il didracma d'argento con la testo di Ercole al dritto e la Vittoria su triga al rovescio, 453 per Minerva e il gallo, 454 e 455 per Apollo e il toro e 456 per il tipo con Mercurio e il toro.
Altre fonti di catalogazione sono le Sylloge Nummorum Graecorum. In genere sono usate le più recenti o più diffuse, come quella dell'American Numismatic Society, quella di Copenaghen e quella di Francia. Per i bronzi è anche usata la Sylloge della collezione Morcom, una collezione di bronzi dell'Occidente greco, con sede in Gran Bretagna. Nei cataloghi si trova un'indicazione abbreviata della Sylloge, del tipo "ANS", "Cop.", "France" o "Morcom", seguita dal numero della moneta raffigurata.

## Contesto storico
(Strabone, Geografia, V, 3, 9; V, 4, 11)
Teano era una città di origine osca ed era la capitale dei Sidicini. Era situata sulla via Latina, tra Suessa e Cales.
Nel 340 a.C., durante la guerra latina, i Sidicini furono alleati dei Latini contro Roma, ma nel 304 a.C. si allearono con i Romani. Nel periodo in cui la comunità coniò le sue monete, i Sidicini erano socii di Roma.

## Contesto monetario
Nel periodo tra la prima e la seconda guerra punica, in un gruppo di città legate a Roma appaiono nuove monete con caratteristiche simili.
Si tratta di monete di bronzo che presentano due tipologie:
- una tipologia mostra al dritto la testa di Apollo volta a sinistra e al rovescio un toro androprosopo, passante verso destra e con la testa di fronte, identico a quello usato nella monetazione di Neapolis nello stesso periodo;
- l'altra presenta al dritto la testa di Minerva con elmo corinzio e al rovescio un gallo stante. Queste monete hanno uno stile simile alle monete romane dello stesso periodo.

Alcune di queste città coniarono esclusivamente le monete con Apollo, altre solo quelle con Minerva e altre entrambe.
Oltre alle tipologie citate, alcune delle città coniano anche dei didracmi di piede campano e inoltre anche altre monete enee (cioè di bronzo) con tipi diversi. Le città sono tutte situate nel Latium adiectum, in Campania e nel bacino del Volturno.
| Zecca                                               | Apollo          | Minerva        | Didramma       | Altro bronzo         |
| --------------------------------------------------- | --------------- | -------------- | -------------- | -------------------- |
| Aesernia                                            | × (S. 175-182)  |                |                | × (S. 183 / 184-189) |
| Aquinum                                             |                 | × (S. 166-170) |                |                      |
| Caiatia                                             |                 | × (S. 974-976) |                |                      |
| Cales                                               | × (S. 919-967)  | × (S. 916-918) | × (S. 885-915) |                      |
| Compulteria                                         | × (S. 1066-73)  |                |                |                      |
| Suessa                                              | × (S. 877-884)  | × (S. 873)     | × (S. 852-869) | × (S. 870-872)       |
| Teanum Sidicinum                                    | × (S. 989-1002) | × (S. 1004)    | × (S. 977-988) | × (S. 1003)          |
| Telesia                                             |                 | × (S. 174)     |                |                      |
| Tra parentesi la catalogazione secondo Sambon, 1903 |                 |                |                |                      |

Le città hanno in comune, oltre ai tipi, anche le monete e alcuni segni identificativi, come la ricorrente sigla ΙΣ. Anche i simboli usati per distinguere le singole emissioni tendono a sovrapporsi, almeno per le città, con un più cospicuo numero di emissioni. I simboli usati sono sovrapponibili in larga parte anche con quelli delle monete coeve di Neapolis e di Roma.
Queste coincidenze, la contemporanea presenza di monete di queste città, nei tesori che ci sono giunti, accanto a quelle di Neapolis e Roma, le congruità stilistiche ed altro, hanno spinto gli studiosi a ipotizzare una qualche forma di circolazione comune e l'esistenza di un'autorità comune per il controllo della monetazione.

## Monete

### Argento
La città coniò stateri (o didrammi) di piede campano o foceo. Lo statere campano pesa 7,5 grammi ed è suddiviso in due dracme. Il piede adottato fu in origine usato dalla colonie fondate dai Focesi, come Massalia e Velia. Fu adottato da Neapolis e successivamente dalle altre città dell'area.
Il dritto del didramma di Teanum presenta la testa di Eracle, volta a destra (Sambon 977-987) o a sinistra (Sambon 988) e coperta da una pelle di leone. Il tipo con la testa di Eracle che indossa la pelle di leone è presente in diverse monetazione, come ad esempio in quella di Alessandro Magno.
Al rovescio è rappresentata la Nike che guida una triga, cioè un carro tirato da tre cavalli, tenendo con la mano destra la frusta e con la sinistra le redini. In esergo è presente l'etnico  (TIIANUD in alfabeto osco).
Sambon cataloga le monete d'argento con i numeri da 977 a 988.
Una delle monete (Sambon 977) ha la legenda TIANVD al dritto, davanti alla testa di Eracle e al rovescio la legenda SIDIKINVD in esergo. Le altre varianti hanno tutte solo la legenda TIANVD in esergo al rovescio e sono distinte in base ai simboli presenti a dritto: clava, kantharos, cornucopia, arco, pedum, civetta, erma di Priapo, airone e foglia di quercia.
Esistono due una variante con la testa volta a sinistra, una ha come simbolo, dietro la testa di Eracle, una foglia di quercia e un'altra (SNG ANS 615), presenta come simbolo un elmo frigio. Questa seconda variante non è citata da Sambon.

### Bronzo
Come già visto, a Teanum furono coniati monete di bronzo con i seguenti tipi: Minerva/gallo, Apollo/toro androprosopo e Mercurio/toro androprosopo.

#### Minerva
( Joseph Eckhel, Doctrina numorum veterum,  p. 101.)
Questa tipologia di monete presenta al dritto la testa di Minerva che indossa un elmo corinzio con un lungo pennacchio. La testa è volta a sinistra. In alcuni esemplari dietro la testa di Minerva è presente una civetta, simbolo della dea.
Al rovescio è raffigurato un gallo stante volto verso destra. Sulla sinistra è presente un astro a otto raggi e sulla destra l'etnico TIANO in alfabeto latino.
La moneta è catalogata come Sambon 1004 e HN Italy 453.
Questa è l'unica moneta di Teanum Sidicinum che usa l'alfabeto latino anziché quello osco.
Il tipo Minerva/gallo è presente, come già visto, anche nelle monetazioni di Aquinum, Caiata, Cales, Suessa e Telesia. Secondo Rutter et al., l'uso della legenda in latino collega più strettamente questa monetazione a quella della città citate.

#### Apollo
Un altro gruppo di monete di bronzo presenta al dritto la testa di Apollo, cinta da una corona d'alloro, e al rovescio un toro androprosopo, cioè un toro con faccia umana. Questa creatura rappresenta il dio Acheloo o più in generale una divinità fluviale. Le monete coeve di Neapolis presentano lo stesso tipo, con Apollo al dritto ed il toro al rovescio. Nelle monete di Neapolis di questo periodo una Nike incorona il toro. Le monete di Teanum del tipo Apollo/toro sono evidentemente influenzate da quelle di Neapolis.
Il tipo, come già visto, è presente anche nella monetazione di altre città dell'area (Aesernia, Cales, Compulteria, Suessa).
Sambon individua diverse varianti (Sambon 989-1002) in base alla posizione della testa di Apollo (destra o sinistra) al testo della legenda, al simbolo presente sopra al toro e a simboli o lettere presenti dietro alla testa di Apollo o tra le zampe del toro.
Al dritto, dietro la testa di Apollo, sono presenti simboli o lettere dell'alfabeto greco; i simboli sono: uno scudo ovale e un fulmine. Le lettere citate da Sambon sono Ε, Γ, Ξ, Τ, Ο.
I simboli presenti sopra al toro sono la lira, l'astro oppure la Nike in volo che incorona il toro. Questi stessi simboli sono presenti anche nella monetazione di Cales.
Tra le gambe del toro, quando è presente, il simbolo è il pentagramma (). In una variante è presente la lettera greca Ν.

#### Mercurio
Il terzo tipo di monete presenta al dritto la testa del dio Mercurio e al rovescio il toro androprosopo, simile a quello già visto nelle monete con Apollo.
La testa di Mercurio è volta a destra. In testa ha il petaso, il tipico copricapo con cui viene spesso raffigurato il dio. Nell'area lo stesso tipo era usato a Suessa.
Nell'ambito della monetazione greca dell'Italia lo stesso tipo è presente, con il volto a sinistra, anche a Populonia, Roma e presso i Frentani. Il volto a destra, come quello di Teanum è presente nelle monete di Alba Fucens, Venusia, Paestum, Copia e Vibo Valentia. Nelle monete romane Mercurio è presente sulla semioncia e sul sestante.
Di questa serie esiste un'unica variante, catalogata come Sambon 1003 o come HN Italy 456.

## Ritrovamenti
Thompson e al. (IGHC) riportano 3 ritrovamenti di tesori pertinenti alle emissioni di Teanum.
| IGCH | Località        | Data ritrovamento | Data seppellimento (a.C.) | Quantità monete sidicine e metallo | Altre monete                 |
| ---- | --------------- | ----------------- | ------------------------- | ---------------------------------- | ---------------------------- |
| 1986 | Pietrabbondante | 1899              | 265-60                    | 1 Æ                                | 17 aes grave e 186 Æ campane |
| 2035 | Castagneto (TE) | 1912              | fine III secolo           | 1 Æ (?)                            | 15 Æ campane e 35 Æ romane   |
| 2048 | Tortoreto       | 1896              | 200 ca.                   | 1 Æ                                | 246 Æ di cui 196 romane      |

## Legende ed epigrafia
Come già visto le monete, ad eccezione della serie che reca al dritto Minerva, hanno le legende scritte con l'alfabeto osco.
Il testo della legenda in alfabeto latino è TIANO e le lettere non presentano caratteristiche particolari.
Le legende in alfabeto osco sono essenzialmente due: TIANUD o TIANUD SIDIKINUD; queste legende sono retrograde, cioè scritte da destra a sinistra. Ci sono alcune varianti come TIIANUD o TIAANUD. In alcuni esemplari la legenda SIDIKINUD è scritta da sinistra a destra. Le lettere usate come simboli sono invece quelle dell'alfabeto greco.
Per i segni presenti tra le zampe del toro Sambon elenca la lettera Ν o, nella stessa posizione, il pentagramma ().
I simboli usati dietro la testa di Apollo sono uno scudo ovale, un fulmine o una lettera dell'alfabeto greco: Ε, Γ, Τ, Ξ, Ο.

## Pesi e leghe
Non esistono studi specifici sulla qualità del metallo utilizzato. Di norma comunque nel periodo la lega dell'argento era la migliore ottenibile con le procedure dell'epoca. Il piede utilizzato è lo stesso della monetazione di Neapolis e delle altre monetazioni coeve della zona, il cosiddetto piede campano o foceo, con uno statere dal peso teorico di 7,5 grammi, suddiviso in due dracme.
Si riportano i dati delle SNG più recenti.
| Catalogo                                                                         | Esemplari     | Peso minimo | Peso massimo | Peso medio | Note                                              |
| -------------------------------------------------------------------------------- | ------------- | ----------- | ------------ | ---------- | ------------------------------------------------- |
| ANS                                                                              | 2 (614-615)   | 7,10        | 7,16         | 7,13       |                                                   |
| Copenhagen                                                                       | 1 (590)       | 6,48        |              |            | L'esemplare è uno statere suberato                |
| France                                                                           | 8 (1179-1186) | 6,72        | 7,20         | 7,03       | L'esemplare 1186 è uno statere suberato di 5,07 g |
| N.B. I pesi sono in grammi. Nei pesi medi non sono calcolate le monete suberate. |               |             |              |            |                                                   |

### Collezioni
- (EN) Sidney William Grose, The Fitzwilliam Museum: Catalogue of the Mc Clean Collection of Greek Coins. vol. I: Italy and Sicily, Cambridge, 1923.
- (EN) Joan E. Fisher (a cura di), SNG American Numismatic Society Part 1: Etruria-Calabria, New York, American Numismatic Society, 1969.
- (EN) Willy Schwabacher - Niels Breitenstin (a cura di), SNG Copenhagen, Vol. One: Italy, Sicily, Copenaghen, Danish National Museum, 1981.
- (FR) Anna Rita Parente (a cura di), SNG France, Vol. 6, Part 1: Italie (Étrurie-Calabre), Parigi, Bibliotèque Nationale de France / Numismatica Ars Classica, 2003.